# Звараш (річка)
Звараш (Зварашик) — річка в Україні, у Вижницькому районі Чернівецької області. Ліва притока Серету (басейн Дунаю).

## Опис
Довжина річки приблизно 3,5 км. Формується з багатьох безіменних струмків.

## Розташування
Бере початок на південному сході від гори Травен (1222 м). Тече переважно на північний схід і на південній стороні від Лопушни впадає у річку Серет, ліву притоку Дунаю. 
Річку перетинає автошлях Т 2609.